# Мар'янівська селищна рада (Луцький район)
Мар'я́нівська се́лищна ра́да Мар'я́нівської се́лищної територіа́льної грома́ди (до 2018 року — Мар'янівська селищна рада Горохівського району Волинської області) — орган місцевого самоврядування Мар'янівської селищної територіальної громади Луцького району Волинської області. Садиба — селище міського типу Мар'янівка.

## Склад ради
Рада складається з 26 депутатів та голови.
Перші вибори до ради Мар'янівської громади та селищного голови відбулись 30 червня 2019 року. Було обрано 26 депутатів ради, з них (за суб'єктами висування): Аграрна партія України — 11 мандатів, самовисування — 5, Всеукраїнське об'єднання «Свобода» — 4, Всеукраїнське об'єднання «Батьківщина» — 3, УКРОП — 2 та Радикальна партія Олега Ляшка — 1 депутат.
Головою громади обрали позапартійного висуванця ВО «Свобода» Олега Басалика, тодішнього Мар'янівського селищного голову.
При селищній раді утворено три постійні депутатські комісії:
- з питань фінансів, бюджету, залучення інвестицій та використання майна спільної власності територіальних громад сіл;
- з питань  будівництва та архітектури, земельних відносин, екології, благоустрою і житлово-комунального господарства;
- з питань депутатської етики, протидії корупції, дотримання прав людини, законності, регламенту, соціального захисту населення, освіти, культури, медицини, молоді і спорту.

## Історія
Мар'янівська селищна рада утворена в 1958 році.
До 17 січня 2019 року — адміністративно-територіальна одиниця в Горохівському районі Волинської області з територією 2,06 км² та населенням 2818 осіб (станом на 2015 рік).
Селищній раді підпорядковувалось смт Мар'янівка.
До 2019 року рада складалась з 14 депутатів та голови — Климчука Миколи Богдановича.

### Керівний склад попередніх скликань
| Прізвище, ім'я, по батькові | Основні відомості | Дата обрання | Дата звільнення |
| --------------------------- | --- | ------------ | --------------- |
| Шеремета Микола Михайлович  | Селищний голова, 1950 року народження, безпартійний                                                                            | 26.03.2006   | 31.10.2010      |
| Шереметя Микола Михайлович  | Селищний голова, 1950 року народження, освіта середня спеціальна, безпартійний                                                 | 31.10.2010   | 24.02.2014      |
| Климчук Микола Богданович   | Селищний голова, 1976 року народження, освіта вища, безпартійний, від політичної партії Всеукраїнське об'єднання «Батьківщина» | 25.10.2015   |                 |

Примітка: таблиця складена за даними сайту Верховної Ради України та ЦВК

### Депутати VII скликання
За результатами місцевих виборів 2015 року:
- Кількісний склад ради: 14
- Кількість обраних: 13
- Кількість мандатів, що залишаються вакантними: 1

#### За суб'єктами висування
| Суб'єкт висування                                          | Кількість обраних депутатів | %     |
| ---------------------------------------------------------- | --------------------------- | ----- |
| Самовисування                                              | 11                          | 84.62 |
| Аграрна партія України                                     | 1                           | 7.69  |
| Політична партія «Українське Об'єднання патріотів — УКРОП» | 1                           | 7.69  |

#### За округами
| № округу | Прізвище, ім'я, по батькові   | Ким висунуто                                               | Дата нар.                  | Освіта                     | Партійна приналежність     | Відомості                                            |
| -------- | ----------------------------- | ---------------------------------------------------------- | -------------------------- | -------------------------- | -------------------------- | ---------------------------------------------------- |
| 1        | Передун Іван Мартинович       | Самовисування                                              | 09.02.1949                 | професійно-технічна        | безпартійний               | пенсіонер                                            |
| 2        | Гуковська Ольга Миколаївна    | Самовисування                                              | 20.04.1962                 | професійно-технічна        | безпартійна                | тимчасово не працює                                  |
| 3        | Жаловага Сергій Олексійович   | Самовисування                                              | 19.07.1972                 | професійно-технічна        | безпартійний               | соціальний працівник                                 |
| 4        | Призначені повторні вибори    | Призначені повторні вибори                                 | Призначені повторні вибори | Призначені повторні вибори | Призначені повторні вибори | Призначені повторні вибори                           |
| 5        | Мельник Орися Олександрівна   | Аграрна партія України                                     | 21.12.1983                 | вища                       | безпартійна                | Амбулаторія ЗПСМ, смт. Мар'янівка, зубний лікар      |
| 6        | Шишка Наталія Миколаївна      | Самовисування                                              | 23.01.1981                 | вища                       | безпартійна                | Мар'янівське ВУЖКГ, головний бухгалтер               |
| 7        | Поплавська Оксана Гнатівна    | Самовисування                                              | 18.12.1971                 | вища                       | безпартійна                | Мар'янівська ЗОШ I—III ст., вчитель інформатики      |
| 8        | Кутас Олександр Олександрович | Самовисування                                              | 24.05.1971                 | професійно-технічна        | безпартійний               | приватний підприємець                                |
| 9        | Романюк Андрій Олександрович  | Самовисування                                              | 25.10.1983                 | вища                       | безпартійний               | пожежна частина смт. Мар'янівка, водій               |
| 10       | Кононець Ірина Іванівна       | Самовисування                                              | 15.07.1974                 | професійно-технічна        | безпартійна                | Не працює                                            |
| 11       | Солтис Леоніда Григорівна     | Самовисування                                              | 05.09.1964                 | професійно-технічна        | безпартійна                | бібліотека смт. Мар'янівка, бібліотекар              |
| 12       | Волошина Руслана Віталіївна   | ПОЛІТИЧНА ПАРТІЯ «УКРАЇНСЬКЕ ОБ'ЄДНАННЯ ПАТРІОТІВ — УКРОП» | 07.03.1988                 | вища                       | безпартійна                | Мар'янівська селищна рада, землевпорядник            |
| 13       | Сорока Олена Степанівна       | Самовисування                                              | 24.08.1975                 | професійно-технічна        | безпартійна                | Горохівськ райдержадміністрація, головний спеціаліст |
| 14       | Мельничук Євгенія Леонідівна  | Самовисування                                              | 06.02.1973                 | професійно-технічна        | безпартійна                | Не працює                                            |

### Депутати VI скликання
За результатами місцевих виборів 2010 року депутатами ради стали:

#### За суб'єктами висування
| Суб'єкт висування | Кількість обраних депутатів | %   |
| ----------------- | --------------------------- | --- |
| Самовисування     | 18                          | 100 |

#### За округами
| № округу | Прізвище, ім'я, по батькові      | Дата визнання обраним | Освіта  | Партійна приналежність           | Відомості про обраного депутата                                   |
| -------- | -------------------------------- | --------------------- | ------- | -------------------------------- | ----------------------------------------------------------------- |
| 1        | Савка Лариса Іванівна            | 02.11.2010            | вища    | позапартійна                     | школа-гімназія, вчитель                                           |
| 2        | Гайдук Наталія Петрівна          | 02.11.2010            | середня | член Української Народної Партії | дитячий садок, вихователь                                         |
| 3        | Притолюк Олександр Володимирович | 02.11.2010            | вища    | позапартійний                    | приватний підприємець                                             |
| 4        | Гуковська Ольга Миколаївна       | 02.11.2010            | вища    | позапартійна                     | ВАТ «Горохівський цукровий завод», інженер                        |
| 5        | Омельчук Юлія Олександрівна      | 02.11.2010            | вища    | позапартійна                     | тимчасово не працює                                               |
| 6        | Бартошук Марія Мифодіївна        | 02.11.2010            | середня | позапартійна                     | Мар'янівська селищна рада, секретар                               |
| 7        | Поплавська Оксана Гнатівна       | 02.11.2010            | вища    | позапартійна                     | Мар'янівська загальноосвітня школа I—III ст., вчитель             |
| 8        | Лотоцький Микола Йосипович       | 02.11.2010            | середня | позапартійний                    | ХВЄ, заступник старшого просвітора                                |
| 9        | Пікун Оксана Сергіївна           | 02.11.2010            | вища    | позапартійна                     | ВАТ «Горохівський цукровий завод», заступник головного бухгалтера |
| 10       | Новосад Оксана Федорівна         | 02.11.2010            | вища    | позапартійна                     | ВАТ «Горохівський цукровий завод», оператор АЗС                   |
| 11       | Точинюк Валерій Анатолійович     | 02.11.2010            | вища    | позапартійний                    | приватний підприємець                                             |
| 12       | Огороднік Ігор Миколайович       | 02.11.2010            | середня | позапартійний                    | приватний підприємець                                             |
| 13       | Супрун Олег Олексійович          | 02.11.2010            | середня | позапартійний                    | ВАТ «Горохівський цукровий завод», начальник бурякопункту         |
| 14       | Полятевич Леонід Іванович        | 02.11.2010            | середня | позапартійний                    | Ківерцівська дистанційна колія, майстер                           |
| 15       | Солтис Леоніда Григорівна        | 02.11.2010            | середня | позапартійна                     | Мар'янівська селищна бібліотека, завідувачка                      |
| 16       | Зінчук Олександр Євгенович       | 02.11.2010            | вища    | позапартійний                    | Мар'янівська загальноосвітня школа I—III ст., заступник директора |
| 17       | Бондар Зоя Олексіївна            | 02.11.2010            | середня | позапартійна                     | відділення зв'язку, начальник                                     |
| 18       | Нестерович Олександр Несторович  | 02.11.2010            | вища    | позапартійний                    | приватний підприємець                                             |